# Urząd pracy

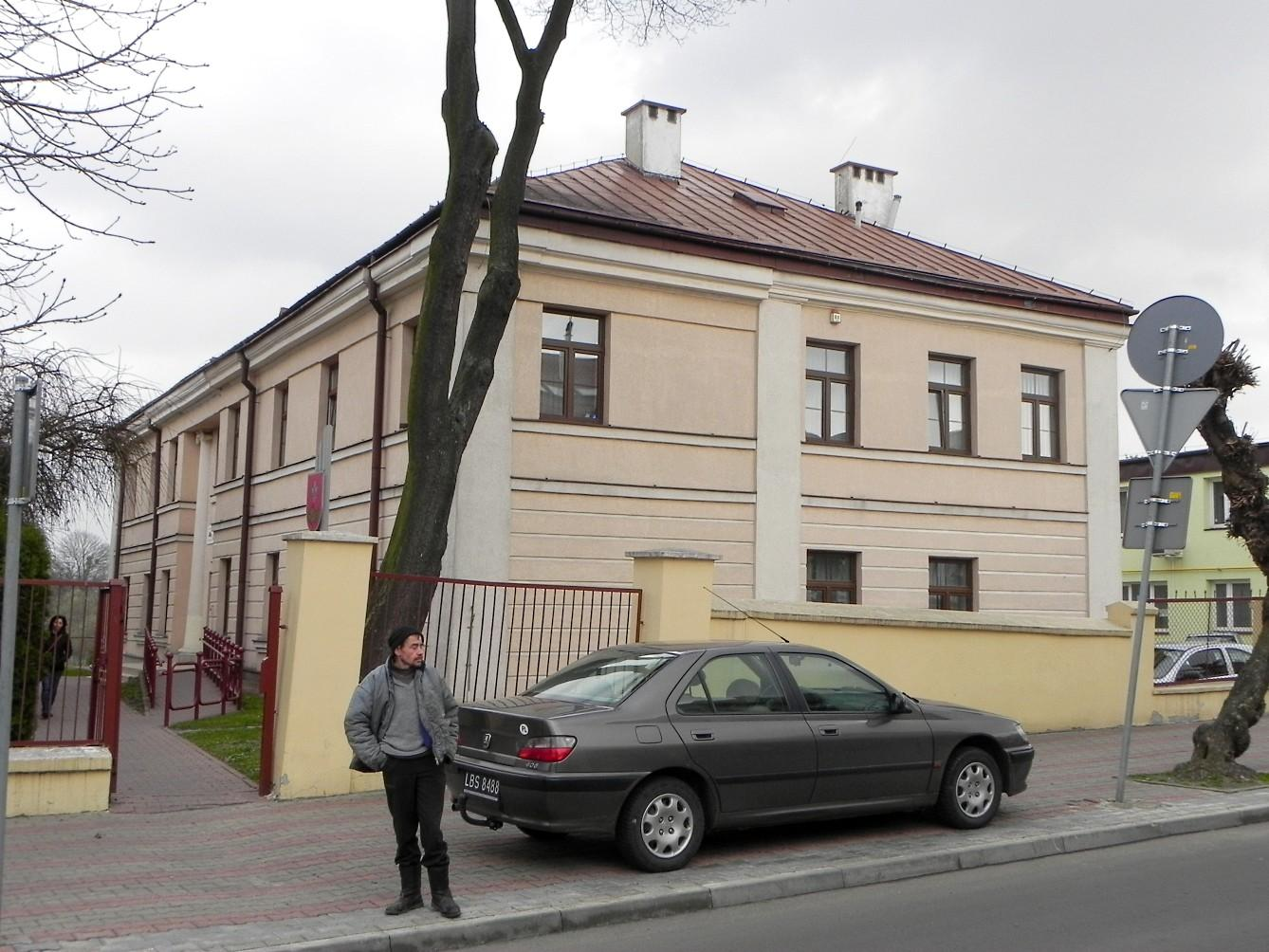
Powiatowy Urząd Pracy w Krasnymstawie

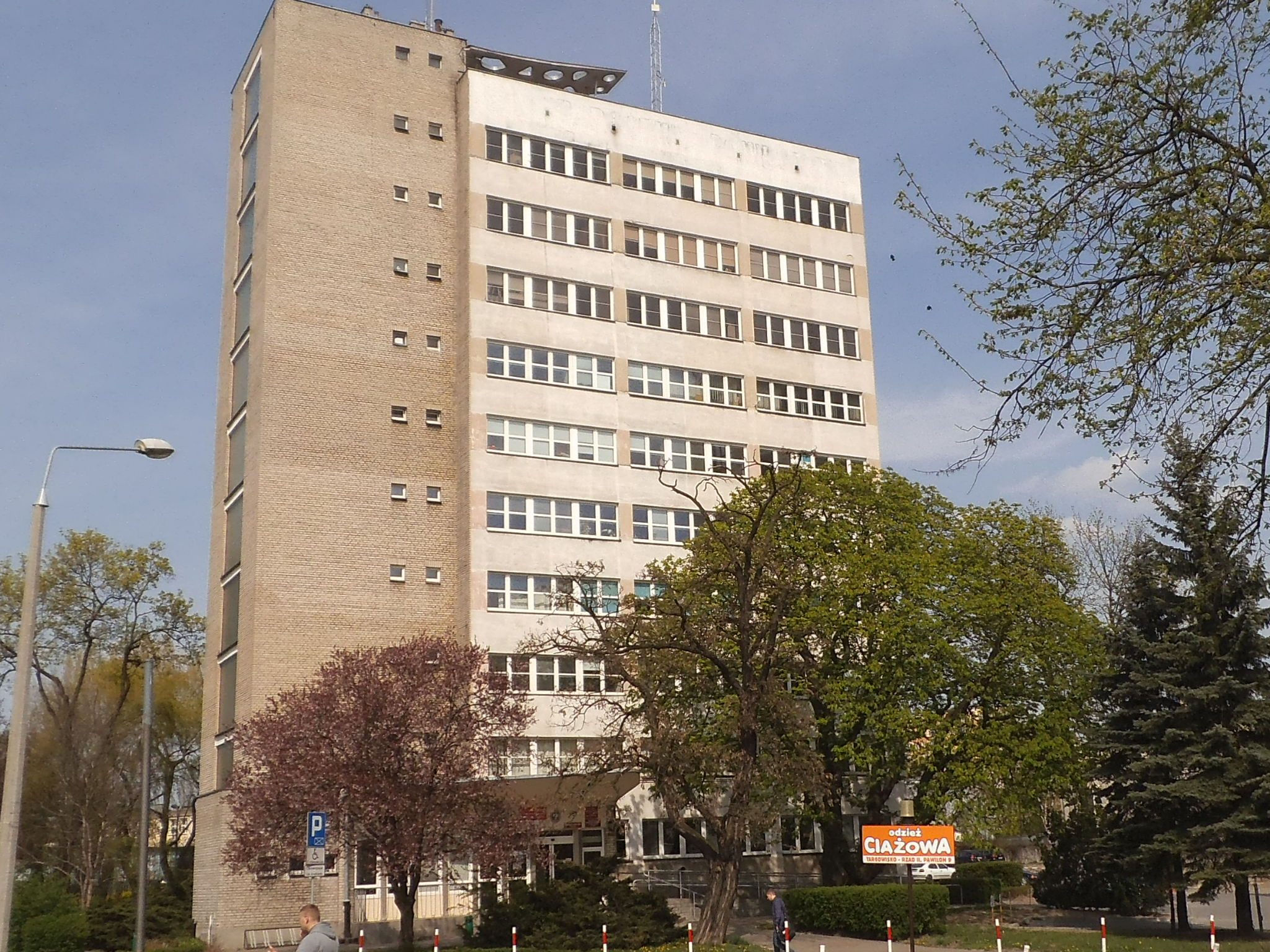
Wojewódzki Urząd Pracy w Toruniu

Urząd pracy – instytucja zajmująca się badaniem i analizowaniem rynku pracy, udzielaniem informacji osobom bezrobotnym oraz zajmująca się pośrednictwem zawodowym dla osób poszukujących pracy.

## Urzędy pracy w Polsce
Urzędy pracy w Polsce są organami administracji samorządowej i działają na szczeblu wojewódzkim i powiatowym.
Podstawy prawne funkcjonowania urzędów pracy:
- ustawa z dnia 20 marca 2025 r. o rynku pracy i służbach zatrudnienia (Dz.U. z 2025 r. poz. 620),
- ustawa z dnia 20 marca 2025 r. o warunkach dopuszczalności powierzania pracy cudzoziemcom na terytorium Rzeczypospolitej Polskiej (Dz.U. z 2025 r. poz. 621),
- ustawa z dnia 27 sierpnia 2009 r. o finansach publicznych (Dz.U. z 2022 r. poz. 1634),
- ustawa z dnia 5 czerwca 1998 r. o samorządzie powiatowym (Dz.U. z 2022 r. poz. 528),
- ustawa z dnia 13 października 1998 r. – Przepisy wprowadzające ustawy reformujące administrację publiczną (Dz.U. z 1998 r. nr 133, poz. 872, z późn. zm.),
- rozporządzenie Ministra Pracy i Polityki Socjalnej z dnia 30 grudnia 1998 r. w sprawie dostosowania organizacji i obszaru działania wojewódzkich i rejonowych urzędów pracy do organizacji administracji publicznej (Dz.U. z 1998 r. nr 166, poz. 1247).
- oraz odpowiednio wewnętrzne regulaminy organizacyjne i statuty.

### Struktura organizacyjna
W Polsce funkcjonują powiatowe (340) i wojewódzkie (16) urzędy pracy. Wojewódzkie i Powiatowe Urzędy Pracy nie są powiązane ze sobą pod względem podległości i realizują odmienny zakres zadań. Pracuje w nich około 22 tys. urzędników i kosztuje to podatnika rocznie około 4 mld zł.

### Rejestracja osoby bezrobotnej w urzędzie pracy
Rejestracja osoby bezrobotnej w Powiatowym Urzędzie Pracy wiąże się z dostępem danej osoby do szeregu świadczeń. Należą do nich:
- ubezpieczenie zdrowotne (ew. również dla małżonka),
- zasiłek dla bezrobotnych (zatrudnienie przynajmniej rok przez ostatnie 18 miesięcy, w kwocie co najmniej minimalnego wynagrodzenia),
- wsparcie finansowe (dodatek aktywizacyjny, dofinansowanie podjęcia działalności gospodarczej),
- ułatwienia w podjęciu pracy (szkolenia, konsultacje, pośrednictwo, doradztwo).

Osoba rejestrująca się w Powiatowym Urzędzie Pracy musi spełnić następujące warunki:
- ukończony 18. rok życia,
- brak zarejestrowanej działalności gospodarczej,
- nie jest w posiadaniu samoistnym lub zależnym nieruchomości rolnej o powierzchni przekraczającej 2 ha,
- nie posiada przychodów podlegających opodatkowaniu z działalności rolnej,
- nie jest aresztowana lub nie odbywa kary pozbawienia wolności (wyjątkiem jest odbywanie kary poza zakładem karnym w systemie dozoru elektronicznego),
- nie otrzymuje następujących świadczeń socjalnych:
  - emerytura,
  - renta socjalna,
  - renta szkoleniowa,
  - renta z tytułu niemożności podjęcia pracy,
  - zasiłek chorobowy,
  - zasiłek macierzyński,
  - zasiłek przedemerytalny,
  - świadczenie przedemerytalne,
  - świadczenie rehabilitacyjne.

### Postulaty likwidacji
Roczne koszty utrzymania urzędów pracy w Polsce to około 4 miliardy złotych. Od wielu lat pojawiają się pomysły, by zmienić funkcjonowanie urzędów pracy (np. by nie była wymagana rejestracja jako osoba bezrobotna w celu uzyskania prawa do ubezpieczenia zdrowotnego) lub całkowicie je zlikwidować (chcieli tego np. Jan Filip Libicki, Stanisław Tyszka czy Sławomir Mentzen).